# Elba de Pádua Lima
Elba de Pádua Lima, leginkább becenevén ismert: Tim (Rifaina, 1915. február 20. – Rio de Janeiro, 1984. július 7.) brazil válogatott labdarúgó csatár, edző.

## Pályafutása
1936 és 1944 között 16 alkalommal szerepelt a brazil válogatottban és egy gólt szerzett. Részt vett az 1938-as franciaországi világbajnokságon.
1981–81-ben a perui válogatott szövetségi kapitánya volt és az 1982-es spanyolországi világbajnokságon irányította a csapat szakmai munkáját.

## Sikerei, díjai
Fluminense
- Carioca bajnokság (Rio de Janeiro állam)
  - bajnok (5): 1936, 1937, 1938, 1940, 1941
- Torneo Rio-San Paolo
  - győztes: 1940
- Torneio Início do Rio de Janeiro
  - győztes (3): 1940, 1941, 1943

 São Paulo
- Paulista bajnokság (São Paulo állam)
  - bajnok: 1945

 Vasco da Gama
- Carioca bajnokság (Rio de Janeiro állam)
  - bajnok: 1947

 Botafogo
- Torneio Início do Rio de Janeiro
  - győztes: 1947